# Videojuego de navegador
Un videojuego de navegador es todo aquel videojuego que se juega mediante un navegador web. Estos videojuegos suelen estar programados en WebGL, JavaScript y PHP, y antiguamente era común el uso Flash o Java. Ejemplos notables de videojuegos de navegador son ZeroG Commander, Agar.io, Happy Wheels, Ikariam, Line Rider, The Fancy Pants Adventures, Travian, u Ogame.
Para los usuarios, la ventaja los videojuegos de navegador, es no tener que instalar el videojuego; el navegador descarga automáticamente el contenido necesario de la página web. Sin embargo, los videojuegos de navegador suelen tener limitaciones técnicas o gráficos inferiores en comparación a los videojuegos nativos de videoconsola o de computadora. Los videojuegos de navegador también tuvieron una gran influencia en los videojuegos independientes.

## Videojuegos de navegador en la actualidad
La mayoría de videojuegos de navegador hoy en día se ejecutan mediante WebGL y Javascript,y suelen desarrollarse mediante motores de videojuego como Unity o Godot, aunque también son populares los motores y frameworks dedicados exclusivamente al desarrollo de videojuegos de navegador como Phaser, GDevelop, Construct, o Three.js.

## La era Flash

Los portales web de videojuegos como Kongregate fueron muy populares en la década de los 2000

Durante el inicio de la década de los 2000 se volvieron populares los videojuegos de navegador desarrollados en Adobe Flash.
La mayoría de estos juegos eran gratuitos y se jugaban a través de portales web de empresas que se dedicaban a desarrollar videojuegos con Adobe Flash, tales como Newgrounds, Miniclip, Kongregate, Nitrome, o Armor Games.
Durante esta época, también era común que estos videojuegos de navegador requiriesen que los usuarios instalaran plugins en su navegador para funcionar y, a menudo, también hacían uso de Java.
Algunos juegos notables desarrollados con Adobe Flash durante esta época fueron Club Penguin, Happy Wheels, Line Rider, The Fancy Pants Adventures, Super Smash Flash, o Bloons Tower Defense.También fueron muy populares, en ese entonces, los videojuegos de navegador persistente, donde el progreso en el juego se logra a través de múltiples sesiones de juego, tales como Farmville, Ikariam, Erepublik, o Guerras Tribales.
El uso de Adobe Flash para el desarrollo de videojuegos de navegador fue decreciendo con los años, debido a numerosos problemas de privacidad, seguridad, limitaciones técnicas, y los problemas derivados del hecho de que Adobe Flash fuese un software propietario. Otro factor que contribuyó a este declive fue que, en abril de 2010, Steve Jobs, el por entonces director ejecutivo de Apple, publicó una carta abierta criticando a Adobe Flash y explicando por qué sus dispositivos como el iPhone, el iPod Touch y el iPad no iban a tener soporte para este software.
Finalmente, Adobe detuvo el desarrollo de Adobe Flash en 2017, y lo descontinuó en 2020.

## Géneros originales o popularizados
Varios géneros de juegos se desarrollaron originalmente como juegos de navegador o se popularizaron gracias a ellos. Entre ellas figuran:
- Un juego de vestir, popularizado por los juegos Flash de finales de la década de 2000.[15]
- Corredor infinito. Ya había elementos del género en algunos juegos de la década de 1980, pero fue el juego de navegador Canabalt, de 2009, el que popularizó el género.[16][17]
- .io game - Un género de juego multijugador en línea gratuito que ganó popularidad con el éxito de Agar. io en 2015.[18][19] Los juegos suelen caracterizarse por unos gráficos y una jugabilidad sencillos en un escenario multijugador de todos contra todos. El término ". io" procede del dominio. io, que originalmente se asignó al Territorio Británico del Océano Índico pero que se ha hecho popular entre los desarrolladores de juegos por su carácter breve y memorable.
- Juegos basados en las redes sociales. Surgió a finales de la década de 2000 y dio lugar a éxitos como FarmVille y Mafia Wars.
- Defensa de torres: algunos elementos de este género ya estaban presentes en Rampart (1990),[20] pero los juegos basados en Flash lo han popularizado desde finales de la década de 2000. En particular, el mod Warcraft III Element TD se adaptó a Flash en enero de 2007 y generó una oleada de interés por el medio.

En el navegador Chrome, cuando no hay conexión a Internet y aparece el mensaje de error "No hay Internet", el tiranosaurio rex "de 8 bits" aparece en la parte superior, pero al pulsar la barra espaciadora del teclado, hacer clic sobre él o tocar en dispositivos táctiles, el tiranosaurio salta instantáneamente una vez y se precipita a través de un desierto cubierto de cactus, revelando que se trata de un juego de plataformas con forma de huevo de Pascua. El objetivo es sobrevivir el mayor tiempo posible. El juego en sí es un endless runner, y no hay límite de tiempo en el juego a medida que avanza más rápido y periódicamente tonos en fondos negros. El director de la escuela o de la empresa puede cerrar el juego.